# Edward William Nelson
Edward William Nelson (Manchester, 8 maggio 1855 – Washington, 19 maggio 1934) è stato un ornitologo statunitense.
Fu un eminente studioso ed un prolifico autore con una bibliografia di oltre 200 titoli, in maggioranza su mammiferi e uccelli.
In suo omaggio, più di 100 fra animali e piante sono classificati con il suo nome.

## Opere
- "Report upon Natural History Collections made in Alaska between the years 1877-1881" Arctic Series of Publications Issued in Connection with the Signal Service, United States Army, no. 3 (1887)
- "Revision of the Squirrels of Mexico and Central America" Proceedings of the Washington Academy of Sciences, vol. 1 (1899)
- "The Eskimo about Bering Strait" Eighteenth Annual Report, Bureau of American Ethnology, Pt. 1 (1900)
- "The Rabbits of North America" U. S. Bureau of Biological Survey, North American Fauna, no. 29 (1909)
- "Wild Animals of North America" National Geographic Society; (1918; nuova edizione 1930)
- "Lower California and its Natural Resources" (Memoirs of the National Academy of Sciences, vol. 16) (1922)